# Мати (фільм, 2015)
«Мати» (пушту مور, урду ماں) — пакистанський драматичний фільм, знятий Джамі. Прем'єра стрічки в Пакистані відбулась 14 серпня 2015 року. Фільм був висунутий Пакистаном на премію «Оскар-2016» у номінації «найкращий фільм іноземною мовою».

## У ролях
- Хамід Шейх — Вахід
- Шаз Кхан — Ехсаанулла Кхан
- Самія Мумтаз — Палваша
- Абдул Кадір — Багу Баба